# Stigmella aladina
Espèce
Stigmella aladina est une espèce de lépidoptères (papillons) de la famille des Nepticulidae, de la sous-famille des Nepticulinae. Elle se rencontre en Russie (Kraï du Primorié), en Chine (Heilongjiang) et au Japon (Honshu, Kyushu).
Son envergure est comprise entre 4,6 et 5,7 mm. Il y a deux générations par an.
Les chenilles se nourrissent sur Quercus mongolica, Quercus serrata (en) et Quercus acutissima au Japon. Elles minent les feuilles de leur plante hôte.